# Croton tenuifolius
Espèce
Croton tenuifolius est une espèce de plantes à fleurs du genre Croton et de la famille des Euphorbiaceae, présente au Brésil (Ceará).